# Noémie Scize
Léonie Maria Basset dite Noémie Scize,, née le 23 avril 1891 dans le 14e arrondissement de Paris et morte le 12 mars 1971 à Èze (Alpes-Maritimes), est une actrice française.

## Biographie
Fille du sculpteur Urbain Basset (1842-1924), elle épouse en août 1918 à la mairie du 4e arrondissement de Paris, 
le journaliste Pierre Scize (1894-1956) actif au cinéma comme scénariste entre 1924 et 1951. 
Michel-Joseph Piot dit Pierre Scize, ancien élève du Conservatoire de Lyon, avait été régisseur du théâtre aux Armées pendant la première Guerre mondiale et avait débuté dans le journalisme comme critique de théâtre et de cinéma.
C'est sans doute Pierre Scize qui l'incitera à monter sur les plateaux de cinéma où elle tournera sous son pseudonyme dans une douzaine de films - dont la moitié avec Jacques de Baroncelli - sur une courte période entre 1921 et 1924. On ignore ce qu'elle devenue après cette dernière date. Elle avait alors 33 ans.

## Filmographie
- 1921 : El Dorado, de Marcel L'Herbier : Manolita
- 1921 : La Femme de nulle part, de Louis Delluc : la nurse[6]
- 1921 : Fièvre / La Boue[7], de Louis Delluc : la Rafigue[8]
- 1921 : Le Père Goriot, de Jacques de Baroncelli
- 1922 : Don Juan et Faust, de Marcel L'Herbier : Anita[9]
- 1922 : Roger la Honte, de Jacques de Baroncelli : Victoire[10]
- 1923 : La Légende de sœur Béatrix, de Jacques de Baroncelli[11]
- 1923 : Le Cousin Pons, de Jacques Robert[12]
- 1923 : Résurrection, de Marcel L'Herbier
- 1924 : Pêcheur d'Islande, de Jacques de Baroncelli
- 1924 : La Flambée des rêves, de Jacques de Baroncelli
- 1924 : Nêne de Jacques de Baroncelli